# Affirmation d'Auburn
L'affirmation d'Auburn est un document daté de mai 1924, dont le titre entier est "une affirmation conçue pour sauvegarder l'unité et la liberté de l'Église presbytérienne aux États-Unis d'Amérique", rédigée par un comité de onze membres et signée par 1 274 pasteurs de cette église, réussissant à recueillir le soutien tant des théologiens traditionalistes que des libéraux autour d'une réaffirmation d'une tradition de liberté doctrinale au sein de la PCUSA.

## Contexte
L'Affirmation d'Auburn fut le point culminant de la controverse entre fondamentalistes et modernistes, qui en 1924 durait depuis plus de trente ans au sein de l'église presbytérienne (PCUSA). Elle est généralement considérée comme étant un tournant dans l'histoire du presbytérianisme américain parce qu'elle a suscité le soutien à la fois des théologiens traditionalistes et des libéraux. Outre les 1274 signataires, le document a été approuvé par des centaines de pasteurs qui étaient d'accord mais n'ont pas souhaité la signer. 
Cette affirmation remet en cause le droit de la plus haute instance de cette église, le synode général, dit Assemblée générale, d'imposer les cinq principes de base comme critère d'orthodoxie sans l'assentiment des organes régionaux, les consistoires. En 1910, en 1916 et de nouveau en 1923, le synode national avait voté pour réaffirmer que chaque candidat cherchant à être consacré comme pasteur dans l'église presbytérienne se devait d'affirmer :
1. L'inerrance biblique
2. La conception virginale (et la déité de Jésus)
3. La rédemption
4. La résurrection de Jésus
5. L'authenticité des miracles du Christ

## Historique
Le professeur d'histoire du Séminaire théologique d'Auburn, Robert Hastings Nichols, proposa de remettre en cause ce procédé à plusieurs reprises proposant des normes supplémentaires pour préciser l'orthodoxie, outre la Bible et la Confession de foi de Westminster - qui étaient les seules références de l'orthodoxie officiellement reconnues par l'église. L'Affirmation dénonce le procédé même d'affirmer les principes fondamentaux lors du synode national comme contraire à l'histoire et à la politique de l'église presbytérienne. Elle fut rédigée et signée par un groupe de rédaction, à commencer par Nichols et Henry Sloane Coffin, avec l'intention originelle de la présenter au synode national de 1923. Après les événements survenus lors de l'assemblée de cette année-là indiquant que leurs thèses seraient reçues favorablement par les modérés, Coffin suggéra que l'Affirmation devait être signée par les ministres avant d'être rendue publique, et en accord avec cette idée, le document circula pour être signé à l'occasion de la préparation du synode de 1924. Bien que l'affirmation ne vienne pas officiellement du Séminaire théologique d'Auburn (à l'époque situé à Auburn, elle s'est appelée depuis le début "Affirmation d'Auburn", à cause  de l'influence de Nichols, instigateur de cette idée.

## Contenu
L'Affirmation est composée de six sections qui peuvent être résumées ainsi :
1. La Bible n'est pas inerrante. Le guide suprême de l’interprétation des Écritures est l'Esprit de Dieu pour le croyant et non l'autorité ecclésiastique. Ainsi la liberté de conscience est élevée.
2. Le synode national n'a pas le pouvoir d'imposer la doctrine aux consistoires.
3. La condamnation par le synode national de ceux qui affirment des "doctrines contraires aux dogmes de l'église presbytérienne" circonvenant au processus attendu énoncé dans le Livre de Discipline.
4. Aucune des cinq doctrines essentielles ne peut être utilisée comme test pour l'ordination. Des théories « alternatives » de ces doctrines sont autorisées.
5. La liberté de penser et la liberté d'enseigner, dans les limites du christianisme évangélique, sont nécessaires.
6. La division est déconseillée, l'unité et la liberté sont recommandées.

A propos des 5 principes fondamentaux en tant que « théories particulières », l'argumentation de l'Affirmation peut être résumée succinctement en 2 phrases : « Certains d'entre nous considèrent les théories particulières contenues dans le livrable du synode national de 1923 comme des explications satisfaisantes de ces faits et de ces doctrines. Mais nous sommes unis dans la croyance que celles-ci ne sont pas les seules théories permises par les Écritures saintes et nos références comme les explications de ces faits et doctrines de notre religion et que tous ceux qui se tiennent à ces faits et doctrines, quelles que soient les théories, elles peuvent être utilisées pour les expliquer, sont dignes de toute confiance et d'amitié. »

## Divisions consécutives à l'affirmation d'Auburn
Tout en ressoudant l'unité des églises presbytériennes américaines, l'affirmation d'Auburn ne mit pas fin aux controverses anti-libérales/anti-modernistes dans les milieux presbytériens américains. Ainsi en 1933, Robert Elliott Speer, président du comité des missions presbytériennes fut-il attaqué par le révérend John Gresham Machen sur le thème du manque de fidélité de la société des missions aux fondamentaux calvinistes de  l'Église presbytérienne unie aux États-Unis,.
Ébranlés par l'acceptation de l'affirmation d'Auburn, certains traditionalistes presbytériens, sous la conduite de John Gresham Machen, ont fondé l'Église presbytérienne orthodoxe. Cette église maintient les anciennes références, la foi dans les cinq doctrines essentielles (listées plus haut) et l'inerrance biblique, comme exigences minimales pour appartenir à une congrégation de l'Église presbytérienne orthodoxe ou pour être consacré ministre du culte.
La discussion sur l'Affirmation s'est poursuivie dans les années 1940 quand l'Église presbytérienne des États-Unis (l'église presbytérienne prévalente dans le sud des États-Unis) a commencé à étudier une union avec l'Église presbytérienne unie aux États-Unis (l'église presbytérienne implantée au nord des États-Unis), les conservateurs accusant cette dernière d'être caractérisée par son adhésion théologique à l'Affirmation d'Auburn.

## Sources
Cet article est la traduction de l'article en anglais "Auburn Affirmation".
- Loetscher, Lefferts A., The Broadening Church: A Study of Theological Issues in the Presbyterian Church Since 1869. Philadelphia: University of Pennsylvania Press
- (ISBN 978-0-934688-67-3) Rian, Edwin H. The Presbyterian Conflict. Grand Rapids: Eerdmans. 1940.
- (en) Bradley J. Longfield, Presbyterians and American Culture: A History, Louisville, Kentucky, Westminster Johh Knox Press, 2013 (lire en ligne)